# Warhammer, el juego de rol

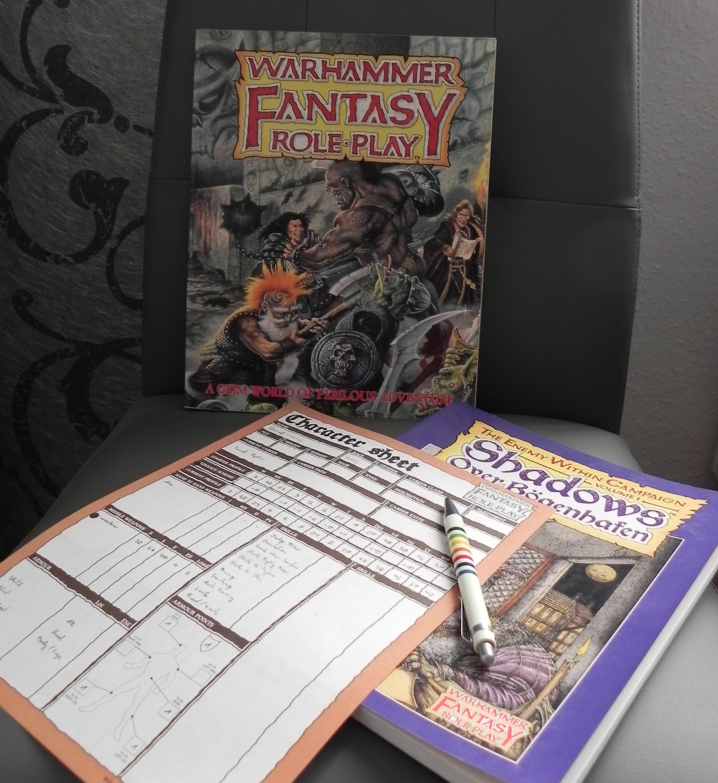
Materiales de juego de la 1ª edición

Warhammer, el juego de rol (Warhammer Fantasy Roleplay según su título original en inglés) es el juego de rol oficial ambientado en el universo de ficción conocido como «universo Warhammer Fantasy» (o sencillamente «universo Warhammer», para abreviar).

## Historia del juego
El universo Warhammer Fantasy fue originalmente concebido por Games Workshop en 1983 para su juego de miniaturas Warhammer Fantasy Battle. Fue en 1986 cuando la editorial decidió extrapolar su juego de miniaturas a juego de rol, titulándolo Warhammer Fantasy Roleplay. En 2005 se publicó  en inglés una segunda edición y en noviembre de 2009 se publicó una tercera, pero esta vez a cargo de una editorial licenciataria: Fantasy Flight Games.
El 22 de febrero de 2008, Fantasy Flight Games anunció que adquiría en exclusiva los derechos para la publicación de juegos de tablero, carta y de rol basados en los universos de Games Workshop, y entre estos se encontraba Warhammer Juego de Rol. FFG publicó dos últimos suplementos en inglés para la segunda edición de Warhammer Rol (The Career Compendion y Sombras del Imperio) antes de anunciar que sacaría una tercera edición del juego de rol de Warhammer.
En 2009 se publicaría la tercera edición de Warhammer Rol en inglés, que incorporaría un sistema de juego totalmente diferente al de sus dos predecesores y que a la postre supondría un gran descontento en la comunidad de aficionados al juego.
El 12 de agosto de 2014, Fantasy Flight Games anuncia el final de la línea de la que ha sido la tercera edición de Warhammer Fantasia el juego de Rol cinco años después del anuncio de esta misma (Fin de la 3ª Edición de Warhammer Rol: Noticia oficial FFG - Fin de la 3ª Edición de Warhammer Rol: Traducción en IGARol). Dejando por el camino 27 productos lanzados en este tiempo (incluyendo entre estas, 8 expansiones de Impresión Bajo Demanda) y 14 de ellos traducidos al español de la mano de Edge Entertainment.
En febrero de 2017 todos los productos de GW licenciados por FFG quedarían descontinuados.
El 24 de mayo de 2017, Games Workshop y Cubicle 7 realizan el anuncio oficial de la publicación de una cuarta edición del juego. Cuarta edición que debería publicarse a lo largo de 2018. El 26 de julio de 2018 cubicle ofrece a los participantes en la exitosa preventa de la cuarta edición el acceso a un pdf preview del nuevo sistema de juego. En octubre de 2018, las copias impresas de la preventa empiezan a llegar los aficionados.

## Traducciones al español
La primera edición de Warhammer Fantasy Roleplay fue traducida al español y publicada en diciembre de 1997 por la editorial madrileña La Factoría de Ideas bajo el título de Warhammer Fantasía, juego de rol. Las ediciones siguientes, segunda y tercera, fueron traducidas y publicadas en España por la sevillana Edge Entertainment, ambas con el título en castellano de Warhammer, el juego de rol: la segunda en mayo de 2005 y la tercera en septiembre de 2011.

## El trasfondo
Warhammer Fantasy Juego de Rol comparte el mismo trasfondo cargado de fatalidades que el wargame Warhammer Fantasy Battles (WFB), con el punto de atención en el Imperio. Puesto que se trata de un juego dirigido a los personajes individuales en lugar de a ejércitos completos, WJDR describe el entorno con mucho más detalle que su contrapartida en forma de wargame. Este cambio de enfoque también convierte a WJDR en un juego mucho más siniestro y peligroso que WFB.

### 1ª Edición
La ambientación de esta primera edición se enmarca muy próxima al juego de batallas. Karl Franz es el emperador y el trasfondo se desarrolla en torno a la campaña del Enemigo Interior.

### 2ª Edición
En este caso la ambientación del juego de rol se sitúa en un periodo tras la tormenta del Caos. El Imperio ha conseguido rechazar el advenimiento del Caos y ahora se relame sus heridas.

### 3ª Edición
El trasfondo es previo a la tormenta del caos nuevamente.

### 4ª Edición
La ambientación en el caso de la cuarta edición se centra inicialmente en el Glorioso Reikland.
"A su Majestad Imperial, el Emperador Karl-Franz el Primero, por la Gracia de los Dioses, Conde Elector y Gran Príncipe de Reikland, Príncipe de Altdorf, Conde de la Marca Occidental, Defensor de la Fe de Sigmar, encomiendo este texto, un examen de su más ilustre reino, el Gran Principado de Reikland, corazón de Nuestro Sagrado Imperio. ¡Largo sea su reinado!"
En cuanto a la línea temporal, se deja cierta libertad al usuario para enfocar como quiere temporizar sus campañas.Teniendo en cuenta que Cubicle 7 planea contar también con otro juego ambientaod en AoS, en esta edición de Warhammer Rol, el enfoque es más tradicional. 
Se especula, que pueden sacar una versión de rol basado en la nueva entrega de Warhammer The Old World que Games Workshop ha anunciado recientemente. En esta, van a volver a retomar el trasfondo anterior sobre el Viejo Mundo, remontándose a la Guerra de los tres emperadores. Que es en la misma, en la cual transcurre la historia del mítico juego de Warhammer Mordheim.

## Sistema de juego
Tanto en las dos primeras como la cuarta edición, el sistema cuenta con un sistema percentil basado en el D100. La tercera edición fue revolucionaria en este sentido (y quizás también ahí estuvo la causa de su aparente fracaso) e incorporó un nuevo sistema de juego basado en dados con símbolos y reservas de dados. También incorporaría esta tercera edición un amplio número de complementos en forma de cartas o marcadores para realizar gran parte de las acciones del juego.